# روب شرودر
روب شرودر (بالإنجليزية: Rob Schroeder)‏ هو سائق فورمولا 1 ومهندس أمريكي، ولد في 11 مايو 1926 في إل دورادو في الولايات المتحدة، وتوفي في 3 ديسمبر 2011 في دالاس في الولايات المتحدة.